# Вигвам
Вигвам или викап је врста куполастог шатора које су некада користили аутохтони становници Америчког континента. Данас се још увек користи у церемонијалне сврхе и у фолклору америчких Индијанаца. Термин викап се обично користи за ове врсте шатора у југозападном и западном делу северноамеричког континента, док се вигвам обично односи на ове структуре у североисточном делу континента. Вету је термин племена Вампаноаг за вигвам. Ови изрази могу се односити на мноштво различитих врста индијанских структура без обзира на локацију или културну групу.

## Структура
Вигвам као склониште користиле су бројне индијанске културе. Закривљене површине чине га идеалним склоништем за све врсте услова. Ове структуре се формирају оквиром лучних држача, најчешће дрвених, који су покривени неком врстом кровног материјала. Детаљи конструкције варирају са културом и локалном доступношћу материјала. Неки од материјала који се користе за кровове укључују траву, трску, коже или тканине. Мушкарци су градили вигваме и жене су постављале облоге.
Вигвами су најчешће били сезонске структуре, иако се термин примењује на заобљене и конусне структуре које су изградиле индијанске групе које су биле и трајнијег карактера. Њихов век обично траје дуже од типија и њихови оквири обично нису били преносиви као типи.
Типичан вигвам на североистоку имао је закривљену површину која може да се одржи у најгорим временским условима. Млада зелена стабла дрвећа од скоро свих врста дрвета, дужине од десет до петнаест метара, обрађена су и савијена. Док су се савијала, круг је нацртан на тлу. Пречник круга варирао је од десет до шеснаест метара. Савијена стабла су затим стављена преко вученог круга, користећи највиша стабла у средини и краћа на спољашњој страни. Стабла су обликовала лукове који су формирали круг. Следећи сет штапова је обмотаван око вигвама да би пружио подршку за склониште. Када су два сета коначно повезана, на објекту су постављене стране и кров. Странице вигвама обично су биле коре дрвећа. Мушки члан породице био је одговоран за постављање вигвама.
Термин вигвам је остао у употреби у говорном енглеском као синоним за било коју „индијанску кућу”; међутим, ова употреба није тачна јер постоје општепознате разлике између вигвама и типија унутар индијанске заједнице.
Током Америчке револуције, британски војници су користили појам вигвам како би описали широк спектар импровизованих структура.